# Česká Lípa (distrikt)

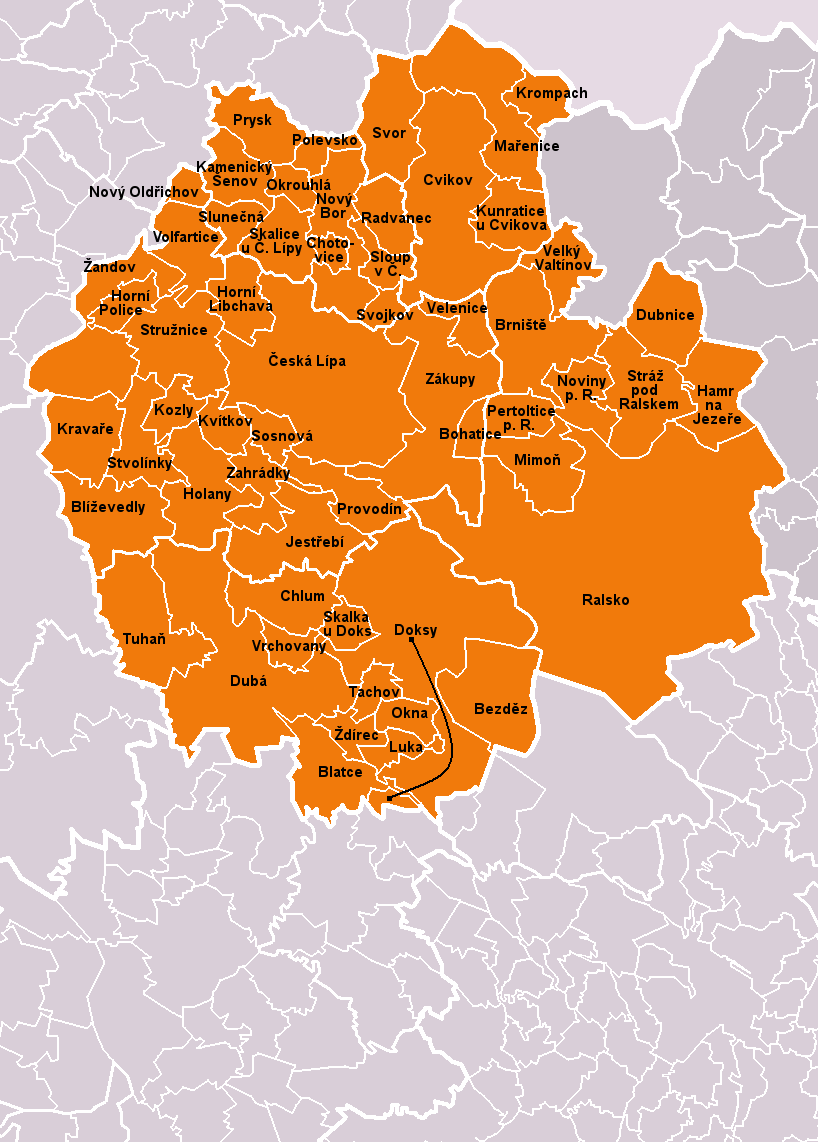
Städer och byar

Česká Lípa (tjeckiska: Okres Česká Lípa) är ett distrikt i Liberec i Tjeckien. Centralort är Česká Lípa.

## Komplett lista över städer och byar
- Česká Lípa
- Bezděz
- Blatce
- Blíževedly
- Bohatice
- Brniště
- Cvikov
- Doksy
- Dubá
- Dubnice
- Falknov
- Hamr na Jezeře
- Holany
- Horní Libchava
- Horní Police
- Chlum
- Chotovice
- Jestřebí
- Kamenický Šenov
- Kozly
- Kravaře
- Krompach
- Kunratice u Cvikova
- Kvítkov
- Luka
- Mařenice
- Mimoň
- Noviny pod Ralskem
- Nový Bor
- Nový Oldřichov
- Okna
- Okrouhlá
- Pertoltice pod Ralskem
- Polevsko
- Provodín
- Prysk
- Ruzové
- Radvanec
- Ralsko
- Skalice u České Lípy
- Skalka u Doks
- Siunecna
- Sloup v Čechách
- Slunečná
- Sosnová
- Stráž pod Ralskem
- Stružnice
- Stvolínky
- Svojkov
- Svor
- Tachov
- Tuhaň
- Velenice
- Velký Valtinov
- Volfartice
- Vrchovany
- Zahrádky
- Zákupy
- Žandov
- Ždírec